# Danh sách quân chủ Tonga
Dưới đây là danh sách vua và nữ hoàng cai trị Vương quốc Tonga từ năm 1872 cho đến nay.

## Quân chủ Tonga

### Nhà Tupou (1872–nay)
| Chân dung | Quân chủ  | Sinh – Mất                           | Danh hiệu        | Tại vị                              | Ghi chú                                                  |
| --------- | --------- | ------------------------------------ | ---------------- | ----------------------------------- | -------------------------------------------------------- |
|           | Tupou I   | 1797 – 18 Tháng 2, 1893              | Quốc Vương Tonga | 1 Tháng 1, 1872 – 18 Tháng 2, 1893  |                                                          |
|           | Tupou II  | 18 Tháng 6, 1874 – 5 Tháng 4, 1918   | Quốc Vương Tonga | 18 Tháng 2, 1893 – 5 Tháng 4, 1918  | Chắt của Tupou I (bà nội của ông là con gái của Tupou I) |
|           | Tupou III | 13 Tháng 3, 1900 – 16 Tháng 12, 1965 | Nữ hoàng Tonga   | 5 Tháng 4, 1918 – 16 Tháng 12, 1965 | Con của Tupou II                                         |
|           | Tupou IV  | 4 Tháng 7, 1918 – 6 Tháng 9, 2006    | Quốc Vương Tonga | 16 Tháng 12, 1965 – 6 Tháng 9, 2006 | Con của Tupou III                                        |
|           | Tupou V   | 4 Tháng 5, 1948 – 18 Tháng 3, 2012   | Quốc Vương Tonga | 11 Tháng 9, 2006 – 18 Tháng 3, 2012 | Con của Tupou IV                                         |
|           | Tupou VI  | còn sống                             | Quốc Vương Tonga | đương nhiệm                         | Con của Tupou V                                          |